# Muntan
Muntan je nenaseljeni otočić u hrvatskom dijelu Jadranskog mora. Nalazi se 250 m jugoistočno od pašmanske luke.
Njegova površina iznosi 0,115 km². Dužina obalne crte iznosi 1,51 km.